# Pădurea Breana - Roșcani (sit SCI)
Pădurea Breana - Roșcani este o arie protejată (arie specială de conservare — SAC, sit de importanță comunitară — SCI) din România, desemnată în scopul protejării biodiversității și menținerii într-o stare de conservare favorabilă a florei spontane și faunei sălbatice, precum și a habitatelor naturale de interes comunitar aflate în arealul zonei de protecție. Aceasta se întinde pe o suprafață de 155 ha, integral pe uscat.

## Localizare
Situl se întinde pe teritoriul administrativ al comunei Băneasa din județul Galați. Centrul sitului Pădurea Breana - Roșcani este situat la coordonatele 45°55′36″N 27°59′41″E / 45.926528°N 27.994822°E.

## Înființare
Situl Pădurea Breana - Roșcani (ROSCI0139) a fost declarat sit de importanță comunitară în decembrie 2007 pentru a proteja două specii de plante și un amfibian din familia Bombinatoridae. Acesta a fost protejat și ca arie specială de conservare în mai 2022. Situl include rezervația naturală Breana - Roșcani.

## Biodiversitate
Situată în ecoregiunea continentală din bazinul superior al râului Chineja, aria protejată conține 4 habitate naturale: Tufărișuri de foioase ponto-sarmatice, Stepe ponto-sarmatice, Păduri estice de stejar alb și Păduri stepice euro-siberiene cu Quercus spp..
La baza desemnării sitului se află  buhaiul de baltă cu burtă roșie, un amfibian din specia Bombina bombina, aflat pe lista roșie a IUCN și două plante: stânjenelul de stepă (Iris aphylla subsp. hungarica) și capul șarpelui (Pontechium maculatum subsp. maculatum), specii floristice protejate la nivel european prin Directiva CE 92/43/CE din 21 mai 1992 (privind conservarea habitatelor naturale și a speciilor de faună și floră sălbatică)
Pe lângă speciile protejate aflate la baza desemnării sitului, pe teritoriul acestuia au mai fost identificate 10 specii din flora spontană și fauna sălbatică a României.